# Маний Курий Дентат
Маний Курий Дентат (на латински: Manius Curius Dentatus, † 270 пр.н.е.) е римски консул и генерал. Познат е чрез ролята си в завършването на Пировата война. Според Плиний Стари той бил роден със зъби, откъдето дошъл и прякора му Дентат („Зъбат“).

## Биография
Произлиза от плебейски род и като народен трибун 298 пр.н.е. успешно защитава плебейските интереси против патрицианския interrex Апий Клавдий Цек, който е против избора на плебейски консули.
През 290 пр.н.е. Дентат е консул и привършва Третата самнитска война. Празнува два триумфа за победата си срещу самнитите и сабините и овация – за победа срещу луканите. Когато една част от поробената страна се разпределя между римските граждани, той взема за себе си също седем Jugera и сам обработва парцела си като обикновен селянин.
През 284 пр.н.е. Дентат е суфектконсул и унищожава сеноните и основава колонията Сена Галика. През 275 пр.н.е. той е за трети път консул. Тогава той побеждава в битката при Беневентум цар Пир. През 274 пр.н.е. е отново консул и се бие успешно против самнитите и луканите.
През 272 пр.н.е. Дентат става цензор. През това време той започва строежа на акведукта от Аниене за Рим, по-късно наречен Анио Ветус (Anio Vetus). Водопадът Cascata delle Marmore при Терни се образува чрез канала, който Дентат прокопава за отклонението на блатистата река Велинус.
Бил известен с пестеливостта, скромността си и със своята неподкупност. Според преданието по време на войната със самнитите, при него дошли пратеници на врага, които искали да му подарят злато с цел да го подкупят. Дентат, който в това време варял ряпа, отказал с отговора, че за него е по-достойно да вземе златото им след като ги победи, а не да го получи като подкуп (или че предпочита да завладее златото, отколкото да го притежава).